# مانسفيلد (جورجيا)
مانسفيلد (بالإنجليزية: Mansfield, Georgia)‏ هي مدينة تقع في مقاطعة نيوتن، جورجيا بولاية جورجيا في الولايات المتحدة. تبلغ مساحة هذه المدينة 2.8 (كم²)، وترتفع عن سطح البحر 232 م، بلغ عدد سكانها 410 نسمة في عام 2010 حسب إحصاء مكتب تعداد الولايات المتحدة.

## وصلات خارجية
- Cities & Counties - Georgia.gov